# La Voie Jackson
La Voie Jackson est un téléfilm français réalisé par Gérard Herzog et diffusé en 3 parties en 1981 sur TF1.

## Synopsis
Deux cordées rivales d'alpinistes tentent la première d'une voie du massif du Mont-Blanc. Celle menée par Charlot, enthousiaste et imprudent, comprend son amie Jackson, le Kid et Miche. L'autre est menée par l'expérimenté guide professionnel Georges Mollier, avec son client américain Alexandre. Au gré des aléas de la météo, chaque équipe va tenter de bluffer l'autre, la semer. Mais des drames les rapprocheront.

## Fiche technique
- Titre français : La Voie Jackson
- Réalisation : Gérard Herzog, assisté de Daniel Losset
- Scénario : Gérard Herzog, d'après son roman éponyme de 1976
- Photographie : René Vernadet, Jean-Pierre Chaligne, N. Marfaing-Sintes
- Directeur technique du tournage haute montagne : Georges Payot
- Musique : Betty Willemetz
- Montage : Christian Martin, assisté de Dominique Blain
- Pays d'origine : France
- Production : SFP, TF1
- Genre : Drame
- Date de diffusion : 19 mars 1981

## Distribution
- Guy Marchand : Charlot
- Marie-Josée Neuville : Jackson
- Sami Frey : Georges Mollier
- Patrick Floersheim : Miche
- Edward Meeks : Alexandre
- Serge Tresamini : Le Kid

## Autour du téléfilm
- Le film a été tourné dans le massif du Mont-Blanc, lieu de l'action. L'intégralité de l'action se situe lors de l'ascension, rendant le tournage très difficle.
- Marie-Josée Neuville, héroïne et seul personnage féminin du film, est la compagne du réalisateur, Gérard Herzog.
- Serge Tresamini, qui joue le rôle du Kid, est membre de la Compagnie des guides de Chamonix[1]. 20 autres guides chamoniards sont cités au générique pour leur aide lors du tournage.
- Le film est sorti en DVD en 2005.